# Rocchetta Nervina
Rocchetta Nervina (en ligur A Rochetta) és un comune italià, situat a la regió de la Ligúria i a la província d'Imperia. El 2015 tenia 298 habitants.

## Geografia
Té una superfície de 15,29 km² i limita amb Apricale, Brelh, Dolceacqua, Isolabona, Pigna, Saorge.

## Evolució demogràfica
| Gràfica d'evolució de Rocchetta Nervina entre 1861 i 2011 |
|                                                           |
| Font: ISTAT                                               |